# Júlio Resende (músico)
Júlio Resende (Faro, 10 de Junho de 1982) é um pianista e compositor português. Pioneiro do género Fado-Jazz. As suas técnicas de improvisação são transversais à sua estética, e articulam diferentes géneros musicais, desde o Jazz, o Fado, a Música Erudita ou inclusive a Música Electrónica. 

## Biografia
Júlio Resende nasceu em Faro, no Algarve em Portugal, mas passou a sua infância em Olhão. Desde muito cedo teve contacto com a música, começando a tocar piano aos 4 anos. Frequentou o Conservatório de Faro, onde, após ter estudado piano clássico, o gosto pela improvisação levou-o para o Jazz, visto que precisava de “uma linguagem musical que exigisse a liberdade. O Jazz não é um estilo, é um modo de pensar. Encontrei na Improvisação e no Jazz uma linguagem musical que se pensa assim, em liberdade, e exige dos seus músicos isso mesmo.” Contudo, o seu gosto pela música clássica continuou inalterável e sendo ainda uma fonte importante para a inspiração no se trabalho musical. 
Em 2001, Resende mudou-se para Lisboa onde estudou Filosofia na Faculdade de Ciências Sociais e Humanas da Universidade Nova de Lisboa, licenciado-se no ano 2006. Nos primeiros anos em Lisboa, envolveu-se igualmente nas actividades musicais do Hot Clube de Portugal. Partiu mais tarde para Paris para estudar jazz na Université de St. Denis – Paris VIII. Durante este período, participou em workshops que o levaram a trabalhar com músicos do Hot Clube, da New School for Jazz and Contemporary Music, da Berklee College of Music, e da Bill Evans Academy.  
Entre 2007 e 2018, Resende tocou continuamente na Fábrica de Braço de Prata, sendo uma das figuras centrais da actividade musical da Fábrica, dinamizando as Jam Sessions semanais e a actividade musical no geral. 

## Estreia no Jazz: 2008 - 2011
No ano 2008, Resende lançou o seu primeiro álbum, Da Alma. Este álbum foi a sua estreia discográfica no Jazz, e o artista chegou a ser considerado como "o mais jovem músico português a gravar um primeiro disco enquanto líder para a editora Clean Feed, considerada pela AllAboutJazz uma das 5 melhores editoras de Jazz do Mundo".
Em 2009, editou o álbum Assim falava Jazzatustra, um projecto que contou com a participação de Manuela Azevedo, vocalista da banda Clã. O disco foi descrito pelo All Music Guide como "um excelente exemplo de como os músicos de jazz europeus tomaram inspiração dos seus homólogos norte-americanos e elevaram a fasquia ao ponto em que são eles agora que estão a fazer música refrescante e original, enquanto os americanos teimam na tradição". Seguiu-se outro álbum à frente do seu trio, You Taste Like a Song (2011), e a participação em OGRE, projecto de fusão de jazz e música electrónica liderado pela cantora Maria João.

## Fado-Jazz: 2013 até a actualidade
Depois de ter gravado os seus primeiros três álbuns, Resende lançou, em Outubro de 2013, Amália por Júlio Resende pela editora Valentim de Carvalho, um trabalho em que o pianista revisita com o seu instrumento alguns dos fados mais marcantes interpretados pela cantora Amália Rodrigues. Com esta primeira incursão no género do Fado, Júlio Resende traz à cena a sua inovadora proposta do "Fado-Jazz": a união de dois imaginários musicais que dão como resultado uma criação única. 
Segundo Resende, o desafio assumido do projecto da Amália por Júlio Resende era "trazer o Fado ao piano (...) Todos os pianistas têm o sonho de realizar um disco a solo. Eu queria fazer o disco a solo mais pessoal possível. Entendo a palavra “solo” como algo que tem a ver com terra, com raízes, com o chão que pisas, que habitas. Entre as minhas memórias musicais mais antigas está a voz da Amália a cantar “A Casa Portuguesa!” ou o avassalador “Estranha Forma de Vida” e ela serve de símbolo para esta viagem musical.” O álbum inclui o tema "Medo", um dueto virtual e póstumo com Amália Rodrigues, utilizando a gravação da voz da cantora com autorização inédita da Valentim de Carvalho.
Entre 2014 e 2016 empreende uma série de concertos internacionais para apresentar o seu trabalho Amália. Com este álbum, Resende visitará França, Espanha, saltando para México, os Estados Unidos, até chegar ao Canadá e inclusive o Japão.
Em 2015, Júlio Resende continuou a sua exploração do Fado com o álbum Fado & Further, estreando o disco com um espectáculo na Fundação Calouste Gulbenkian, em Lisboa, que contou com a participação dos cantores, Moreno Veloso, Sílvia Pérez Cruz e Gisela João. O álbum foi retratado pela imprensa portuguesa como mais um exemplo de "uma natural integração da música popular portuguesa no seu discurso pianístico".
O último álbum lançado por Resende em Outubro de 2020, Júlio Resende – Fado Jazz Ensemble com uma estética completamente inovadora no mundo da música do Fado e do Jazz, combina temas originais tocados por uma Guitarra Portuguesa que se mescla com o Piano, Contrabaixo e Bateria. 

## Alexander Search: 2017
A partir da poesia inglesa de Fernando Pessoa, Resende constitui uma banda de pop-rock com influências de música indie e electrónica à qual dá o nome de Alexander Search, um dos mais importantes heterónimos de Pessoa e que escreveu quase em exclusivo na língua inglesa. O disco, lançado em Junho de 2017, entrou directamente para a terceira posição do top nacional de vendas. Contou com a participação de Salvador Sobral, André Nascimento, Joel Silva e Daniel Neto, para além da presença do próprio Júlio Resende. 

## Cinderella Cyborg: 2018
Cinderella Cyborg é um álbum lançado em 2018. Uma aventura musical, um namoro assumido entre homem e máquina. Entre o acústico do piano, da bateria e do contrabaixo, e os sons electrónicos dos pads e chips. 

## Colaborações
Ao longo do seu percurso musical, Júlio Resende desenvolveu parcerias em vários géneros musicais, desde o Jazz ao Fado, passando pelo pop/rock. Entre gravações e espectáculos, as suas colaborações incluem vários nomes da música portuguesa: Salvador Sobral, Maria João, Aldina Duarte, Hélder Moutinho, António Zambujo, Ana Moura, Cristina Branco, Cuca Roseta, Marco Rodrigues, Manuela Azevedo e Catarina Miranda (Festival da Canção 2018).
No panorama da música internacional destacam-se as colaborações com Matt Penman, Perico Sambeat, John Hebert, Carlos Bica, Ole Morten Vogan, Will Vinson, Sílvia Perez Cruz, Moreno Veloso, entre outros.

## Discografia
-Da Alma (2007)
-Assim falava Jazzatustra (2009)
-You Taste Like a Song  (2011)
-Amália por Júlio Resende (Solo) (2013)
-Fado & Further (Solo) (2015)
-Poesia Homónima Por Júlio Resende e Júlio Machado Vaz: Poemas de Eugénio de Andrade e Gonçalo M. Tavares (2016)
-Alexander Search (2017)
-Cinderella Cyborg (2018)
- Júlio Resende – Fado Jazz Ensemble (2020)

### Participações
- Carlos Martins - "Água" (2008)
- Jorge Moniz - "Deambulações" (2009)
- Elisa Rodrigues - "Heart Mouth Dialogues" (2011)
- Maria João - Ogre "Electrodoméstico" (2012)
- Maria João - Ogre "Plástico" (2015)
- Salvador Sobral - "Excuse Me" (2016)